# Adamiwka (Kramatorsk)
Adamiwka (ukrainisch Адамівка; russisch Адамовка Adamowka) ist ein Dorf im Norden der ukrainischen Oblast Donezk mit 221 Einwohnern (2020).

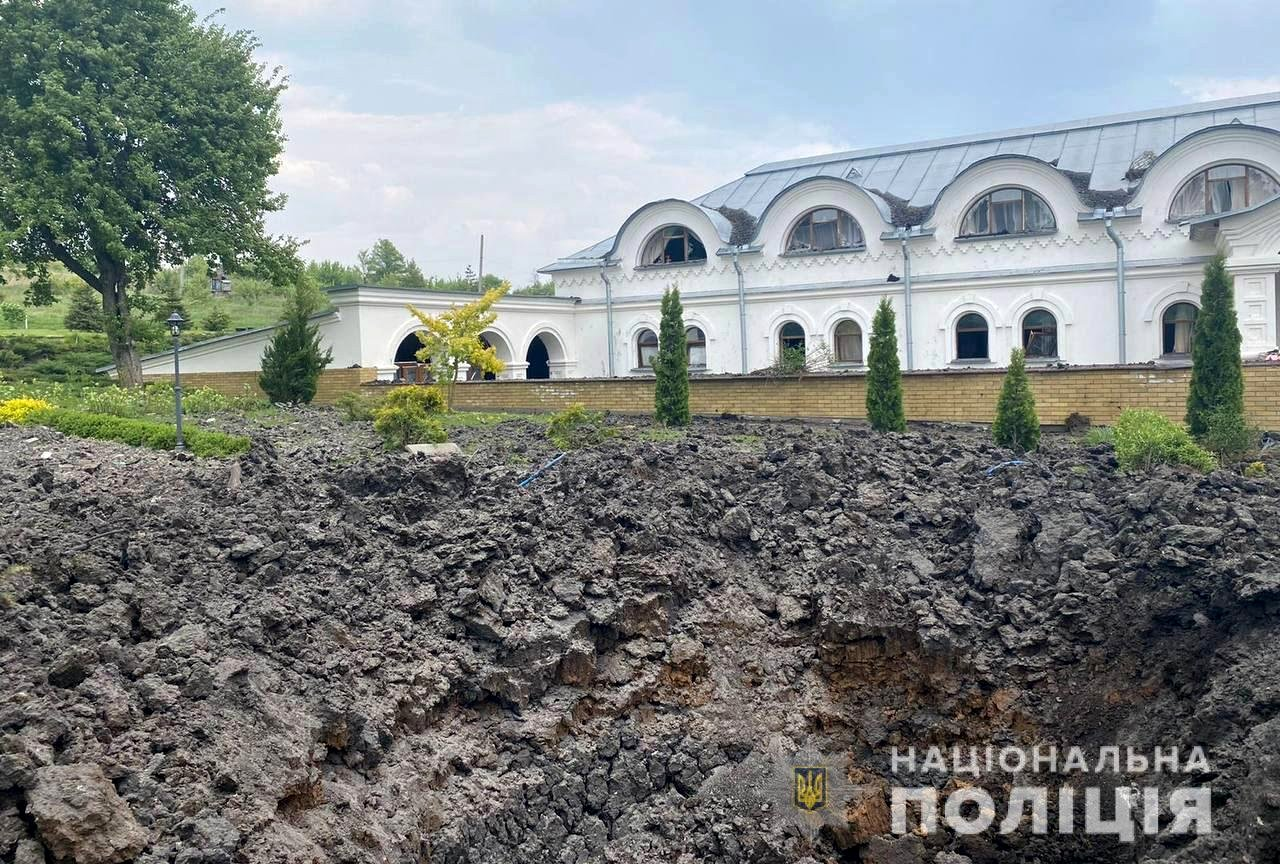
Bombenschäden am Kloster im Ort

Am 12. Juni 2020 wurde das Dorf ein Teil neugegründeten Stadtgemeinde Swjatohirsk, bis dahin war sie ein Teil der Landratsgemeinde Chrestyschtsche im Norden des Rajons Slowjansk.
Am 17. Juli 2020 wurde der Ort ein Teil des Rajons Kramatorsk.

## Persönlichkeiten
Johannes von Shanghai und San Francisco (1896–1966), Bischof der Russischen Auslandskirche und Heiliger der Orthodoxen Kirche.